# مردد میان دو عاشق
«مردد میان دو عاشق» تک‌آهنگی از هنرمند اهل ایالات متحده آمریکا مری مک‌گرگور است که در سال ۱۹۷۶ میلادی منتشر شد.
ترانه دربارهٔ یک مثلث عاشقانهٔ سه‌نفره است و ابراز تأسف از اینکه چنین رابطه‌ای، زیرپاگذاشتن همهٔ قوانین و سنن محسوب می‌شود.
ترانه‌سرای آن «پیتر یارو»، در آغاز این ترانه را برای اجرای یک خوانندهٔ مرد نوشته بود، اما در نهایت مری مک‌گرگور آن را در سال ۱۹۷۶ میلادی اجرا کرد و بر سر زبان‌ها انداخت.
این ترانه در فوریه ۱۹۷۷ میلادی به رتبهٔ نخست ۱۰۰ آهنگ داغ بیلبورد دست یافت. در هفتهٔ آخر سال ۱۹۷۶ و هفتهٔ نخست سال ۱۹۷۷ میلادی، نیز در صدر جدول موسیقی «ایزی لیسنینگ» جای داشت. همچنین در اوایل سال ۱۹۷۷ میلادی، این ترانه به رتبهٔ چهارم جدول تک‌آهنگ‌های بریتانیا دست یافت.